# Get on the Bus (chanson)
Cet article concerne la chanson de Destiny's Child featuring Timbaland. Pour le film de Spike Lee, voir Get on the Bus.
Singles de Destiny's Child featuring Timbaland
With Me
(1998) Bills, Bills, Bills
(1999)
Singles par Timbaland
Here We Come
(1999) Ugly
(2000)
Get on the Bus est une chanson des Destiny's Child, sorti comme le troisième single du groupe. La chanson contient le rappeur/producteur Timbaland et il est présent sur la bande originale du film Why Do Fools Fall in Love en 1998. C'est le second single à être sorti de la bande originale après le premier single de Melanie B, I Want You Back. Produite par Timbaland, la chanson prend la 15e place au Royaume-Uni, la 18e du classement néerlandais et la 60e position en Allemagne. Le   single n'est pas commercialisé aux États-Unis et sur d'autres marchés importants. Il a reçu une petite diffusion sur les radios urbaines américaines, en prenant la 63e place du Hot R&B/Hip-Hop Airplay. Le clip vidéo est réalisé par Earle Sebastian. La chanson est également présente sur l'album suivant des Destiny's Child The Writing's on the Wall (édition internationale) comme piste bonus.
Comme pour d'autres productions de Timbaland, le single contient certaines parties peu orthodoxes, dont des sons d'oiseaux (une technique similaire est utilisée dans Are You That Somebody? de Aaliyah).
La chanson est un des singles avec le moins de succès des Destiny's Child mais il est sur la programmation de leur tournée mondiale de 2001/2002.

## Clip vidéo
La vidéo se concentre sur les Destiny's Child, qui interprète la chanson dans une salle argent et blanc et dans une camionnette. Les membres sont habillés en blanc.
Timbaland fait une apparition durant sa partie rap.
Le clip vidéo n'est jamais sorti sur une compilation vidéo ni sur un CD bonus. Il n'apparaît pas non plus sur le DVD du film Why Do Fools Fall in Love.

## Liste des pistes
CD Single Royaume-Uni 7559-63780-2 / E3780CD,
1. Get on the Bus (Version Radio Version) (avec Timbaland) : 4:08
2. Get on the Bus (Version Radio sans Rap) : 3:23
3. Illusions (Destiny Club Mix)1 : 8:05

Maxi Single Europe
1. Get on the Bus (Version Radio) (avec Timbaland) : 4:08
2. Get on the Bus (Version radio sans Rap) : 3:23
3. Birthday : 5:13

Notes
- 1 Le remix contient des voix ré-enregistrés, arrangés par Maurice Joshua. Une grande partie des voix est également utilisé pour DubiLLusions sur la ressortie de Destiny's Child.

## Crédits et personnel
- Voix principales: Beyoncé Knowles (1 couplet) et Kelly Rowland (1 couplet)
- Chœurs: Kelly Rowland, LeToya Luckett, Beyoncé Knowles, et LaTavia Roberson
- Production vocale: Beyoncé Knowles, Kelly Rowland, LeToya Luckett, LaTavia Roberson, et Timbaland

## Classements
| Classement (1998-1999)         | Meilleure position |
| ------------------------------ | ------------------ |
| Allemagne (Media Control AG)   | 60                 |
| Pays-Bas (Single Top 100)      | 18                 |
| Royaume-Uni (UK Singles Chart) | 15                 |